# Błotne zamki
Błotne zamki – podobne do  nacieków jaskiniowych twory powstające w namuliskach jaskiń. Występują np. w Jaskini Miętusiej w Dolinie Miętusiej w Tatrach Zachodnich. Mają postać stożkowatych „błotnistych wież”, przeważnie zrośniętych z sobą, chociaż z rzadka występują też pojedynczo. W górnej części prawie zawsze są ostro zakończone, dołem zwężają się nieco. Ich boki w linii największego spadku są drobno żłobkowane. W najszerszym miejscu stożków żłobki przechodzą w poziomy pas gruzełkowatych nierówności. Wysokość stożków zazwyczaj wynosi 5–11 cm, średnica 3–6 cm.
Analiza chemiczna i mikroskopowa wykazała, że wewnętrzna część błotnych zamków, oraz ich stożkowe wierzchołki są twarde, zewnętrzna część jest plastyczna. Zbudowane są z węglanu wapnia, a jego zawartość wynosi 65%. Do ich powstania konieczne były trzy kolejno po sobie następujące procesy:
- wypełnienie dna namuliska pelitycznymi osadami.
- powstawanie zcementowanych konkrecji. Przez namulisko przepływała woda z węglanem wapnia. Na ośrodkach krystalizacji następowało osadzanie się mikrokryształków węglanu wapnia, w wyniku czego powstawał mniej więcej kulisty twór.
- erozja wodna. Gdy poziom wody w korytarzu jaskini obniżył się, woda w namulisku wytworzyła miniaturowy system mniej więcej równoległych żlebków, z czasem całkowicie usuwając namulisko spomiędzy konkrecji. Jego nasycone wodą resztki ostały się tylko na szczytach konkrecji. Z czasem spływały w dół (być może proces ten wspierała woda skapująca ze stropu), żłobiąc na bokach konkrecji żłobki. Ze zniesionego materiały w najszerszym miejscu konkrecji powstawały gruzełki[2].

Błotne zamki jako konkrecje zaliczają się do skał osadowych. Są rzadkością. Znajdowały się w Błotnym Korytarzu w Jaskini Miętusiej. Prowadzi przez niego przejście do dalszych partii jaskini. W latach 1956–1957 zostały zniszczone podczas eksploatacji jaskini. Występują jednak w innych jaskiniach, m.in. w Jaskini Kasprowej Niżniej.